# Benvane
Benvane är ett berg i Storbritannien.   Det ligger i kommunen Stirling och riksdelen Skottland, i den nordvästra delen av landet, 600 km nordväst om huvudstaden London. Toppen på Benvane är 807 meter över havet, eller 418 meter över den omgivande terrängen. Bredden vid basen är 10,6 km.
Terrängen runt Benvane är huvudsakligen kuperad.Runt Benvane är det glesbefolkat, med 9 invånare per kvadratkilometer. Närmaste större samhälle är Callander, 10,9 km sydost om Benvane. Trakten runt Benvane består i huvudsak av gräsmarker.